# Лига Европы УЕФА 2024/2025. Общий этап
Данная статья содержит информацию об общем этапе Лиги Европы УЕФА сезона 2024/25, который прошёл с 25 сентября 2024 года по 30 января 2025 года. В общем этапе Лиги Европы УЕФА приняли участие 36 команд, которые разыграли 24 путёвки в стадию плей-офф.
Это первый сезон Лиги Европы УЕФА, который проходит по новой системе с элементами швейцарской, сменившей формат с групповым этапом. В связи с этим количество матчей, предшествующих стадии плей-офф, увеличилось с 96 до 144.

## Формат
Каждая команда сыграла по восемь матчей (четыре дома и четыре — на выезде) против восьми разных соперников. Результаты матчей всех 36 команд учитываются в рамках одной таблицы, как в национальных лигах. Команды разделены на четыре корзины в соответствии с коэффициентами УЕФА, каждая команда сыграла с двумя командами из каждой из четырёх корзин. По итогам общего этапа восемь лучших команд вышли напрямую в 1/8 финала. Команды, занявшие места с 9-го по 24-е, примут участие в дополнительном раунде плей-офф (при этом команды, занявшие места с 9-е по 16-е, станут сеянными). Команды, занявшие места с 25-го по 36-е, покинули турнир.

### Критерии классификации
Главным критерием классификации команд являются набранные очки (3 очка за победу, 1 очко за ничью, 0 очков за поражение). В случае равенства по очкам двух и более команд применяются нижеперечисленные критерии классификации в указанном порядке:
1. разница голов;
2. забитые голы;
3. голы, забитые на выезде;
4. победы;
5. победы на выезде;
6. большее количество очков, коллективно полученных соперниками по общему этапу;
7. лучшая коллективная разница голов соперников по общему этапу;
8. большее количество голов, коллективно забитых соперниками по общему этапу;
9. лучшие дисциплинарные показатели (3 очка за прямую красную карточку, 3 очка за удаление после двух жёлтых карточек, 1 очко за жёлтую карточку);
10. клубные коэффициенты УЕФА.

## Команды
36 команд разделены на четыре корзины по девять команд в каждой. Места в корзинах распределяются в соответствии с коэффициентами УЕФА.
| Легенда                                                                                        |
| ---------------------------------------------------------------------------------------------- |
| Команды, занявшие места с 1-го по 8-е, квалифицируются в 1/8 финала в качестве сеянных         |
| Команды, занявшие места с 9-го по 16-е, квалифицируются в раунд плей-офф в качестве сеянных    |
| Команды, занявшие места с 17-го по 24-е, квалифицируются в раунд плей-офф в качестве несеянных |

| Команда            | Прим.       | Коэфф.  |
| ------------------ | ----------- | ------- |
| Рома               |             | 101,000 |
| Манчестер Юнайтед  |             | 92,000  |
| Порту              |             | 77,000  |
| Аякс               | [ ЛЕ-ПО 1 ] | 67,000  |
| Рейнджерс          | [ ЛЧ-3Р 1 ] | 63,000  |
| Айнтрахт Франкфурт |             | 60,000  |
| Лацио              |             | 54,000  |
| Тоттенхэм Хотспур  |             | 54,000  |
| Славия Прага       | [ ЛЧ-ПЛ 1 ] | 53,000  |

| Команда           | Прим.       | Коэфф. |
| ----------------- | ----------- | ------ |
| Реал Сосьедад     |             | 51,000 |
| АЗ                |             | 50,000 |
| Брага             | [ ЛЕ-ПО 1 ] | 49,000 |
| Олимпиакос        | [ ЛК 1 ]    | 48,000 |
| Олимпик Лион      |             | 44,000 |
| ПАОК              | [ ЛЕ-ПО 1 ] | 37,000 |
| Фенербахче        | [ ЛЧ-3Р 1 ] | 36,000 |
| Маккаби Тель-Авив | [ ЛЕ-ПО 1 ] | 35,500 |
| Ференцварош       | [ ЛЕ-ПО 1 ] | 35,000 |

| Команда          | Прим.       | Коэфф. |
| ---------------- | ----------- | ------ |
| Карабах          | [ ЛЧ-ПЧ 1 ] | 33,000 |
| Галатасарай      | [ ЛЧ-ПЧ 1 ] | 31,500 |
| Виктория Пльзень | [ ЛЕ-ПО 1 ] | 28,000 |
| Будё-Глимт       | [ ЛЧ-ПЧ 1 ] | 28,000 |
| Юнион            | [ ЛЧ-3Р 1 ] | 27,000 |
| Динамо Киев      | [ ЛЧ-ПЛ 1 ] | 26,500 |
| Лудогорец        | [ ЛЕ-ПО 1 ] | 26,000 |
| Мидтьюлланн      | [ ЛЧ-ПЧ 1 ] | 25,500 |
| Мальмё           | [ ЛЧ-ПЧ 1 ] | 18,500 |

| Команда         | Прим.       | Коэфф. |
| --------------- | ----------- | ------ |
| Атлетик Бильбао |             | 17,897 |
| Хоффенхайм      |             | 17,324 |
| Ницца           |             | 17,000 |
| Андерлехт       | [ ЛЕ-ПО 1 ] | 14,500 |
| Твенте          | [ ЛЧ-3Р 1 ] | 12,260 |
| Бешикташ        | [ ЛЕ-ПО 1 ] | 12,000 |
| ФКСБ            | [ ЛЕ-ПО 1 ] | 10,500 |
| РФШ             | [ ЛЕ-ПО 1 ] | 8,000  |
| Эльфсборг       | [ ЛЕ-ПО 1 ] | 4,300  |

## Жеребьёвка
Жеребьёвка общего этапа Лиги Европы УЕФА сезона 2024/25 состоялась 30 августа 2024 года в Монако.
| Клуб               | Соперники в корзине 1 | Соперники в корзине 1 | Соперники в корзине 2 | Соперники в корзине 2 | Соперники в корзине 3 | Соперники в корзине 3 | Соперники в корзине 4 | Соперники в корзине 4 | Средний коэф. |
| Клуб               | Дома                  | На выезде             | Дома                  | На выезде             | Дома                  | На выезде             | Дома                  | На выезде             | Средний коэф. |
| ------------------ | --------------------- | --------------------- | --------------------- | --------------------- | --------------------- | --------------------- | --------------------- | --------------------- | ------------- |
| Рома               | Айнтрахт Франкфурт    | Тоттенхэм Хотспур     | Брага                 | АЗ                    | Динамо Киев           | Юнион                 | Атлетик Бильбао       | Эльфсборг             | 36,1          |
| Манчестер Юнайтед  | Рейнджерс             | Порту                 | ПАОК                  | Фенербахче            | Будё-Глимт            | Виктория Пльзень      | Твенте                | ФКСБ                  | 36,5          |
| Порту              | Манчестер Юнайтед     | Лацио                 | Олимпиакос            | Маккаби Тель-Авив     | Мидтьюлланн           | Будё-Глимт            | Хоффенхайм            | Андерлехт             | 39,4          |
| Аякс               | Лацио                 | Славия Прага          | Маккаби Тель-Авив     | Реал Сосьедад         | Галатасарай           | Карабах               | Бешикташ              | РФШ                   | 34,8          |
| Рейнджерс          | Тоттенхэм Хотспур     | Манчестер Юнайтед     | Олимпик Лион          | Олимпиакос            | Юнион                 | Мальмё                | ФКСБ                  | Ницца                 | 38,9          |
| Айнтрахт Франкфурт | Славия Прага          | Рома                  | Ференцварош           | Олимпик Лион          | Виктория Пльзень      | Мидтьюлланн           | РФШ                   | Бешикташ              | 38,3          |
| Лацио              | Порту                 | Аякс                  | Реал Сосьедад         | Брага                 | Лудогорец             | Динамо Киев           | Ницца                 | Твенте                | 40,7          |
| Тоттенхэм Хотспур  | Рома                  | Рейнджерс             | АЗ                    | Ференцварош           | Карабах               | Галатасарай           | Эльфсборг             | Хоффенхайм            | 41,9          |
| Славия Прага       | Аякс                  | Айнтрахт Франкфурт    | Фенербахче            | ПАОК                  | Мальмё                | Лудогорец             | Андерлехт             | Атлетик Бильбао       | 34,6          |
|                    |                       |                       |                       |                       |                       |                       |                       |                       |               |
| Реал Сосьедад      | Аякс                  | Лацио                 | ПАОК                  | Маккаби Тель-Авив     | Динамо Киев           | Виктория Пльзень      | Андерлехт             | Ницца                 | 34,9          |
| АЗ                 | Рома                  | Тоттенхэм Хотспур     | Фенербахче            | Ференцварош           | Галатасарай           | Лудогорец             | Эльфсборг             | Атлетик Бильбао       | 38,2          |
| Брага              | Лацио                 | Рома                  | Маккаби Тель-Авив     | Олимпиакос            | Будё-Глимт            | Юнион                 | Хоффенхайм            | Эльфсборг             | 39,4          |
| Олимпиакос         | Рейнджерс             | Порту                 | Брага                 | Олимпик Лион          | Карабах               | Мальмё                | Твенте                | ФКСБ                  | 38,4          |
| Олимпик Лион       | Айнтрахт Франкфурт    | Рейнджерс             | Олимпиакос            | Фенербахче            | Лудогорец             | Карабах               | Бешикташ              | Хоффенхайм            | 36,9          |
| ПАОК               | Славия Прага          | Манчестер Юнайтед     | Ференцварош           | Реал Сосьедад         | Виктория Пльзень      | Галатасарай           | ФКСБ                  | РФШ                   | 38,6          |
| Фенербахче         | Манчестер Юнайтед     | Славия Прага          | Олимпик Лион          | АЗ                    | Юнион                 | Мидтьюлланн           | Атлетик Бильбао       | Твенте                | 40,2          |
| Маккаби Тель-Авив  | Порту                 | Аякс                  | Реал Сосьедад         | Брага                 | Мидтьюлланн           | Будё-Глимт            | РФШ                   | Бешикташ              | 39,7          |
| Ференцварош        | Тоттенхэм Хотспур     | Айнтрахт Франкфурт    | АЗ                    | ПАОК                  | Мальмё                | Динамо Киев           | Ницца                 | Андерлехт             | 34,7          |
|                    |                       |                       |                       |                       |                       |                       |                       |                       |               |
| Карабах            | Аякс                  | Тоттенхэм Хотспур     | Олимпик Лион          | Олимпиакос            | Мальмё                | Будё-Глимт            | ФКСБ                  | Эльфсборг             | 34,3          |
| Галатасарай        | Тоттенхэм Хотспур     | Аякс                  | ПАОК                  | АЗ                    | Динамо Киев           | Мальмё                | Эльфсборг             | РФШ                   | 33,2          |
| Виктория Пльзень   | Манчестер Юнайтед     | Айнтрахт Франкфурт    | Реал Сосьедад         | ПАОК                  | Лудогорец             | Динамо Киев           | Андерлехт             | Атлетик Бильбао       | 40,6          |
| Будё-Глимт         | Порту                 | Манчестер Юнайтед     | Маккаби Тель-Авив     | Брага                 | Карабах               | Юнион                 | Бешикташ              | Ницца                 | 42,8          |
| Юнион              | Рома                  | Рейнджерс             | Брага                 | Фенербахче            | Будё-Глимт            | Мидтьюлланн           | Ницца                 | Твенте                | 41,5          |
| Динамо Киев        | Лацио                 | Рома                  | Ференцварош           | Реал Сосьедад         | Виктория Пльзень      | Галатасарай           | РФШ                   | Хоффенхайм            | 40,7          |
| Лудогорец          | Славия Прага          | Лацио                 | АЗ                    | Олимпик Лион          | Мидтьюлланн           | Виктория Пльзень      | Атлетик Бильбао       | Андерлехт             | 35,9          |
| Мидтьюлланн        | Айнтрахт Франкфурт    | Порту                 | Фенербахче            | Маккаби Тель-Авив     | Юнион                 | Лудогорец             | Хоффенхайм            | ФКСБ                  | 36,2          |
| Мальмё             | Рейнджерс             | Славия Прага          | Олимпиакос            | Ференцварош           | Галатасарай           | Карабах               | Твенте                | Бешикташ              | 36,0          |
|                    |                       |                       |                       |                       |                       |                       |                       |                       |               |
| Атлетик Бильбао    | Славия Прага          | Рома                  | АЗ                    | Фенербахче            | Виктория Пльзень      | Лудогорец             | Эльфсборг             | Бешикташ              | 38,8          |
| Хоффенхайм         | Тоттенхэм Хотспур     | Порту                 | Олимпик Лион          | Брага                 | Динамо Киев           | Мидтьюлланн           | ФКСБ                  | Андерлехт             | 37,6          |
| Ницца              | Рейнджерс             | Лацио                 | Реал Сосьедад         | Ференцварош           | Будё-Глимт            | Юнион                 | Твенте                | Эльфсборг             | 34,3          |
| Андерлехт          | Порту                 | Славия Прага          | Ференцварош           | Реал Сосьедад         | Лудогорец             | Виктория Пльзень      | Хоффенхайм            | РФШ                   | 36,9          |
| Твенте             | Лацио                 | Манчестер Юнайтед     | Фенербахче            | Олимпиакос            | Юнион                 | Мальмё                | Бешикташ              | Ницца                 | 38,1          |
| Бешикташ           | Айнтрахт Франкфурт    | Аякс                  | Маккаби Тель-Авив     | Олимпик Лион          | Мальмё                | Будё-Глимт            | Атлетик Бильбао       | Твенте                | 35,4          |
| ФКСБ               | Манчестер Юнайтед     | Рейнджерс             | Олимпиакос            | ПАОК                  | Мидтьюлланн           | Карабах               | РФШ                   | Хоффенхайм            | 40,5          |
| РФШ                | Аякс                  | Айнтрахт Франкфурт    | ПАОК                  | Маккаби Тель-Авив     | Галатасарай           | Динамо Киев           | Андерлехт             | ФКСБ                  | 35,3          |
| Эльфсборг          | Рома                  | Тоттенхэм Хотспур     | Брага                 | АЗ                    | Карабах               | Галатасарай           | Ницца                 | Атлетик Бильбао       | 44,2          |

## Таблица общего этапа Лиги Европы УЕФА
| Поз | Команда            | И | В | Н | П | МЗ | МП | РМ  | О  | Квалификация                       |
| --- | ------------------ | - | - | - | - | -- | -- | --- | -- | ---------------------------------- |
| 1   | Лацио              | 8 | 6 | 1 | 1 | 17 | 5  | +12 | 19 | Выход в 1/8 финала (сеянные)       |
| 2   | Атлетик Бильбао    | 8 | 6 | 1 | 1 | 15 | 7  | +8  | 19 | Выход в 1/8 финала (сеянные)       |
| 3   | Манчестер Юнайтед  | 8 | 5 | 3 | 0 | 16 | 9  | +7  | 18 | Выход в 1/8 финала (сеянные)       |
| 4   | Тоттенхэм Хотспур  | 8 | 5 | 2 | 1 | 17 | 9  | +8  | 17 | Выход в 1/8 финала (сеянные)       |
| 5   | Айнтрахт Франкфурт | 8 | 5 | 1 | 2 | 14 | 10 | +4  | 16 | Выход в 1/8 финала (сеянные)       |
| 6   | Олимпик Лион       | 8 | 4 | 3 | 1 | 16 | 8  | +8  | 15 | Выход в 1/8 финала (сеянные)       |
| 7   | Олимпиакос         | 8 | 4 | 3 | 1 | 9  | 3  | +6  | 15 | Выход в 1/8 финала (сеянные)       |
| 8   | Рейнджерс          | 8 | 4 | 2 | 2 | 16 | 10 | +6  | 14 | Выход в 1/8 финала (сеянные)       |
| 9   | Будё-Глимт         | 8 | 4 | 2 | 2 | 14 | 11 | +3  | 14 | Выход в раунд плей-офф (сеянные)   |
| 10  | Андерлехт          | 8 | 4 | 2 | 2 | 14 | 12 | +2  | 14 | Выход в раунд плей-офф (сеянные)   |
| 11  | ФКСБ               | 8 | 4 | 2 | 2 | 10 | 9  | +1  | 14 | Выход в раунд плей-офф (сеянные)   |
| 12  | Аякс               | 8 | 4 | 1 | 3 | 16 | 8  | +8  | 13 | Выход в раунд плей-офф (сеянные)   |
| 13  | Реал Сосьедад      | 8 | 4 | 1 | 3 | 13 | 9  | +4  | 13 | Выход в раунд плей-офф (сеянные)   |
| 14  | Галатасарай        | 8 | 3 | 4 | 1 | 19 | 16 | +3  | 13 | Выход в раунд плей-офф (сеянные)   |
| 15  | Рома               | 8 | 3 | 3 | 2 | 10 | 6  | +4  | 12 | Выход в раунд плей-офф (сеянные)   |
| 16  | Виктория Пльзень   | 8 | 3 | 3 | 2 | 13 | 12 | +1  | 12 | Выход в раунд плей-офф (сеянные)   |
| 17  | Ференцварош        | 8 | 4 | 0 | 4 | 15 | 15 | 0   | 12 | Выход в раунд плей-офф (несеянные) |
| 18  | Порту              | 8 | 3 | 2 | 3 | 13 | 11 | +2  | 11 | Выход в раунд плей-офф (несеянные) |
| 19  | АЗ                 | 8 | 3 | 2 | 3 | 13 | 13 | 0   | 11 | Выход в раунд плей-офф (несеянные) |
| 20  | Мидтьюлланн        | 8 | 3 | 2 | 3 | 9  | 9  | 0   | 11 | Выход в раунд плей-офф (несеянные) |
| 21  | Юнион              | 8 | 3 | 2 | 3 | 8  | 8  | 0   | 11 | Выход в раунд плей-офф (несеянные) |
| 22  | ПАОК               | 8 | 3 | 1 | 4 | 12 | 10 | +2  | 10 | Выход в раунд плей-офф (несеянные) |
| 23  | Твенте             | 8 | 2 | 4 | 2 | 8  | 9  | −1  | 10 | Выход в раунд плей-офф (несеянные) |
| 24  | Фенербахче         | 8 | 2 | 4 | 2 | 9  | 11 | −2  | 10 | Выход в раунд плей-офф (несеянные) |
| 25  | Брага              | 8 | 3 | 1 | 4 | 9  | 12 | −3  | 10 |                                    |
| 26  | Эльфсборг          | 8 | 3 | 1 | 4 | 9  | 14 | −5  | 10 |                                    |
| 27  | Хоффенхайм         | 8 | 2 | 3 | 3 | 11 | 14 | −3  | 9  |                                    |
| 28  | Бешикташ           | 8 | 3 | 0 | 5 | 10 | 15 | −5  | 9  |                                    |
| 29  | Маккаби Тель-Авив  | 8 | 2 | 0 | 6 | 8  | 17 | −9  | 6  |                                    |
| 30  | Славия Прага       | 8 | 1 | 2 | 5 | 7  | 11 | −4  | 5  |                                    |
| 31  | Мальмё             | 8 | 1 | 2 | 5 | 10 | 17 | −7  | 5  |                                    |
| 32  | РФШ                | 8 | 1 | 2 | 5 | 6  | 13 | −7  | 5  |                                    |
| 33  | Лудогорец          | 8 | 0 | 4 | 4 | 4  | 11 | −7  | 4  |                                    |
| 34  | Динамо Киев        | 8 | 1 | 1 | 6 | 5  | 18 | −13 | 4  |                                    |
| 35  | Ницца              | 8 | 0 | 3 | 5 | 7  | 16 | −9  | 3  |                                    |
| 36  | Карабах            | 8 | 1 | 0 | 7 | 6  | 20 | −14 | 3  |                                    |

## Сводная таблица результатов
| Home team          | Счёт | Away team         |
| ------------------ | ---- | ----------------- |
| АЗ                 | 3:2  | Эльфсборг         |
| Будё-Глимт         | 3:2  | Порту             |
| Динамо Киев        | 0:3  | Лацио             |
| Мидтьюлланн        | 1:1  | Хоффенхайм        |
| Галатасарай        | 3:1  | ПАОК              |
| Манчестер Юнайтед  | 1:1  | Твенте            |
| Ницца              | 1:1  | Реал Сосьедад     |
| Лудогорец          | 0:2  | Славия Прага      |
| Андерлехт          | 2:1  | Ференцварош       |
| Фенербахче         | 2:1  | Юнион             |
| Мальмё             | 0:2  | Рейнджерс         |
| Аякс Амстердам     | 4:0  | Бешикташ          |
| Рома               | 1:1  | Атлетик Бильбао   |
| Айнтрахт Франкфурт | 3:3  | Виктория Пльзень  |
| ФКСБ               | 4:1  | РФШ               |
| Олимпик Лион       | 2:0  | Олимпиакос        |
| Брага              | 2:1  | Маккаби Тель-Авив |
| Тоттенхэм Хотспур  | 3:0  | Карабах           |

| Home team         | Счёт | Away team          |
| ----------------- | ---- | ------------------ |
| РФШ               | 2:2  | Галатасарай        |
| Ференцварош       | 1:2  | Тоттенхэм Хотспур  |
| Маккаби Тель-Авив | 0:2  | Мидтьюлланн        |
| Олимпиакос        | 3:0  | Брага              |
| Карабах           | 1:2  | Мальмё             |
| Реал Сосьедад     | 1:2  | Андерлехт          |
| Лацио             | 4:1  | Ницца              |
| Славия Прага      | 1:1  | Аякс Амстердам     |
| Хоффенхайм        | 2:0  | Динамо Киев        |
| Атлетик Бильбао   | 2:0  | АЗ                 |
| Бешикташ          | 1:3  | Айнтрахт Франкфурт |
| Порту             | 3:3  | Манчестер Юнайтед  |
| Твенте            | 1:1  | Фенербахче         |
| Виктория Пльзень  | 0:0  | Лудогорец          |
| Эльфсборг         | 1:0  | Рома               |
| ПАОК              | 0:1  | ФКСБ               |
| Юнион             | 0:0  | Будё-Глимт         |
| Рейнджерс         | 1:4  | Олимпик Лион       |

| Home team          | Счёт | Away team         |
| ------------------ | ---- | ----------------- |
| Галатасарай        | 4:3  | Эльфсборг         |
| Брага              | 1:2  | Будё-Глимт        |
| Рома               | 1:0  | Динамо Киев       |
| Айнтрахт Франкфурт | 1:0  | РФШ               |
| Мидтьюлланн        | 1:0  | Юнион             |
| Ференцварош        | 1:0  | Ницца             |
| Маккаби Тель-Авив  | 1:2  | Реал Сосьедад     |
| ПАОК               | 2:2  | Виктория Пльзень  |
| Карабах            | 0:3  | Аякс Амстердам    |
| Атлетик Бильбао    | 1:0  | Славия Прага      |
| Порту              | 2:0  | Хоффенхайм        |
| Твенте             | 0:2  | Лацио             |
| Фенербахче         | 1:1  | Манчестер Юнайтед |
| Мальмё             | 0:1  | Олимпиакос        |
| Олимпик Лион       | 0:1  | Бешикташ          |
| Рейнджерс          | 4:0  | ФКСБ              |
| Андерлехт          | 2:0  | Лудогорец         |
| Тоттенхэм Хотспур  | 1:0  | АЗ                |

| Home team          | Счёт | Away team         |
| ------------------ | ---- | ----------------- |
| Бешикташ           | 2:1  | Мальмё            |
| Айнтрахт Франкфурт | 1:0  | Славия Прага      |
| Будё-Глимт         | 1:2  | Карабах           |
| ФКСБ               | 2:0  | Мидтьюлланн       |
| Галатасарай        | 3:2  | Тоттенхэм Хотспур |
| Эльфсборг          | 1:1  | Брага             |
| Ницца              | 2:2  | Твенте            |
| Олимпиакос         | 1:1  | Рейнджерс         |
| Лудогорец          | 1:2  | Атлетик Бильбао   |
| Юнион              | 1:1  | Рома              |
| Аякс Амстердам     | 5:0  | Маккаби Тель-Авив |
| АЗ                 | 3:1  | Фенербахче        |
| Динамо Киев        | 0:4  | Ференцварош       |
| РФШ                | 1:1  | Андерлехт         |
| Виктория Пльзень   | 2:1  | Реал Сосьедад     |
| Манчестер Юнайтед  | 2:0  | ПАОК              |
| Лацио              | 2:1  | Порту             |
| Хоффенхайм         | 2:2  | Олимпик Лион      |

| Home team         | Счёт | Away team          |
| ----------------- | ---- | ------------------ |
| Атлетик Бильбао   | 3:0  | Эльфсборг          |
| АЗ                | 1:1  | Галатасарай        |
| Бешикташ          | 1:3  | Маккаби Тель-Авив  |
| Динамо Киев       | 1:2  | Виктория Пльзень   |
| РФШ               | 0:2  | ПАОК               |
| Карабах           | 1:4  | Олимпик Лион       |
| Андерлехт         | 2:2  | Порту              |
| Лацио             | 0:0  | Лудогорец          |
| Мидтьюлланн       | 1:2  | Айнтрахт Франкфурт |
| Твенте            | 0:1  | Юнион              |
| Ференцварош       | 4:1  | Мальмё             |
| ФКСБ              | 0:0  | Олимпиакос         |
| Манчестер Юнайтед | 3:2  | Будё-Глимт         |
| Ницца             | 1:4  | Рейнджерс          |
| Реал Сосьедад     | 2:0  | Аякс Амстердам     |
| Брага             | 3:0  | Хоффенхайм         |
| Славия Прага      | 1:2  | Фенербахче         |
| Тоттенхэм Хотспур | 2:2  | Рома               |

| Home team         | Счёт | Away team          |
| ----------------- | ---- | ------------------ |
| Фенербахче        | 0:2  | Атлетик Бильбао    |
| Рома              | 3:0  | Брага              |
| Виктория Пльзень  | 1:2  | Манчестер Юнайтед  |
| Мальмё            | 2:2  | Галатасарай        |
| Олимпиакос        | 0:0  | Твенте             |
| ПАОК              | 5:0  | Ференцварош        |
| Лудогорец         | 2:2  | АЗ                 |
| Юнион             | 2:1  | Ницца              |
| Хоффенхайм        | 0:0  | ФКСБ               |
| Аякс Амстердам    | 1:3  | Лацио              |
| Порту             | 2:0  | Мидтьюлланн        |
| Будё-Глимт        | 2:1  | Бешикташ           |
| Эльфсборг         | 1:0  | Карабах            |
| Маккаби Тель-Авив | 2:1  | РФШ                |
| Олимпик Лион      | 3:2  | Айнтрахт Франкфурт |
| Рейнджерс         | 1:1  | Тоттенхэм Хотспур  |
| Реал Сосьедад     | 3:0  | Динамо Киев        |
| Славия Прага      | 1:2  | Андерлехт          |

| Home team          | Счёт | Away team         |
| ------------------ | ---- | ----------------- |
| Галатасарай        | 3:3  | Динамо Киев       |
| Бешикташ           | 4:1  | Атлетик Бильбао   |
| АЗ                 | 1:0  | Рома              |
| Порту              | 0:1  | Олимпиакос        |
| Виктория Пльзень   | 2:0  | Андерлехт         |
| Фенербахче         | 0:0  | Олимпик Лион      |
| Будё-Глимт         | 3:1  | Маккаби Тель-Авив |
| Мальмё             | 2:3  | Твенте            |
| Карабах            | 2:3  | ФКСБ              |
| Хоффенхайм         | 2:3  | Тоттенхэм Хотспур |
| Айнтрахт Франкфурт | 2:0  | Ференцварош       |
| РФШ                | 1:0  | Аякс Амстердам    |
| Эльфсборг          | 1:0  | Ницца             |
| Манчестер Юнайтед  | 2:1  | Рейнджерс         |
| ПАОК               | 2:0  | Славия Прага      |
| Лудогорец          | 0:2  | Мидтьюлланн       |
| Юнион              | 2:1  | Брага             |
| Лацио              | 3:1  | Реал Сосьедад     |

| Home team         | Счёт | Away team          |
| ----------------- | ---- | ------------------ |
| Аякс Амстердам    | 2:1  | Галатасарай        |
| Рома              | 2:0  | Айнтрахт Франкфурт |
| Атлетик Бильбао   | 3:1  | Виктория Пльзень   |
| Динамо Киев       | 1:0  | РФШ                |
| Мидтьюлланн       | 2:2  | Фенербахче         |
| Твенте            | 1:0  | Бешикташ           |
| Ференцварош       | 4:3  | АЗ                 |
| ФКСБ              | 0:2  | Манчестер Юнайтед  |
| Маккаби Тель-Авив | 0:1  | Порту              |
| Ницца             | 1:1  | Будё-Глимт         |
| Олимпиакос        | 3:0  | Карабах            |
| Олимпик Лион      | 1:1  | Лудогорец          |
| Рейнджерс         | 2:1  | Юнион              |
| Реал Сосьедад     | 2:0  | ПАОК               |
| Андерлехт         | 3:4  | Хоффенхайм         |
| Брага             | 1:0  | Лацио              |
| Славия Прага      | 2:2  | Мальмё             |
| Тоттенхэм Хотспур | 3:0  | Эльфсборг          |

## Матчи
Список матчей был опубликован 31 августа 2024 года, через день после проведения жеребьёвки.
Матчи пройдут 25—26 сентября («эксклюзивная неделя» Лиги Европы УЕФА), 3 октября, 24 октября, 7 ноября, 28 ноября, 12 декабря 2024 года, 23 января и 30 января 2025 года.
Время начала матчей указано центральноевропейское (CET) или центральноевропейское летнее (CEST) (CEST (UTC+2) для матчей до 26 октября 2024 года (игровые дни 1—3) и CET (UTC+1) для остальных матчей (игровые дни 4—8). Местное время, если оно отличается, указано в скобках.

### Первый тур
| АЗ                                        | 3:2     | Эльфсборг                |
| ----------------------------------------- | ------- | ------------------------ |
| - ван Боммел 44′ 50′ - Парротт 74′ (пен.) | (отчёт) | - Оума 23′ - Хедлунд 53′ |

| Будё-Глимт                | 3:2     | Порту                     |
| ------------------------- | ------- | ------------------------- |
| - Хёг 15′ - Хауге 40′ 62′ | (отчёт) | - Омородион 8′ - Гюль 90′ |

| Динамо Киев | 0:3     | Лацио                          |
| ----------- | ------- | ------------------------------ |
|             | (отчёт) | - Диа 5′ 35′ - Деле-Баширу 34′ |

| Мидтьюлланн | 1:1     | Хоффенхайм   |
| ----------- | ------- | ------------ |
| Осорио 42′  | (отчёт) | Мёрштедт 90′ |

| Галатасарай                                    | 3:1     | ПАОК              |
| ---------------------------------------------- | ------- | ----------------- |
| - Рахман 48′ (авт.) - Акгюн 75′ - Икарди 90+5′ | (отчёт) | Константелиас 67′ |

| Манчестер Юнайтед | 1:1     | Твенте      |
| ----------------- | ------- | ----------- |
| Эриксен 35′       | (отчёт) | Ламмерс 68′ |

| Ницца       | 1:1     | Реал Сосьедад  |
| ----------- | ------- | -------------- |
| Росарио 45′ | (отчёт) | Барренечеа 18′ |

| Лудогорец | 0:2     | Славия Прага             |
| --------- | ------- | ------------------------ |
|           | (отчёт) | - Юрасек 37′ - Хитил 65′ |

| Андерлехт                             | 2:1     | Ференцварош |
| ------------------------------------- | ------- | ----------- |
| - Версхарен 61′ - Дольберг 66′ (пен.) | (отчёт) | Траоре 86′  |

| Фенербахче                          | 2:1     | Юнион       |
| ----------------------------------- | ------- | ----------- |
| - Сёюнджю 26′ - Берджесс 82′ (авт.) | (отчёт) | Сайкс 90+3′ |

| Мальмё | 0:2     | Рейнджерс                     |
| ------ | ------- | ----------------------------- |
|        | (отчёт) | - Байрами 1′ - Маккосланд 76′ |

| Аякс Амстердам                               | 4:0     | Бешикташ |
| -------------------------------------------- | ------- | -------- |
| - Фитц-Джим 31′ - Годтс 51′ 73′ - Тейлор 55′ | (отчёт) |          |

| Рома       | 1:1     | Атлетик Бильбао |
| ---------- | ------- | --------------- |
| Довбик 32′ | (отчёт) | Паредес 85′     |

| Айнтрахт Франкфурт                          | 3:3     | Виктория Пльзень                     |
| ------------------------------------------- | ------- | ------------------------------------ |
| - Экитике 38′ - Эбимбе 62′ - Кристенсен 67′ | (отчёт) | - Шульц 41′ - Аду 86′ - Емелка 90+3′ |

| ФКСБ                                            | 4:1     | РФШ          |
| ----------------------------------------------- | ------- | ------------ |
| - Бырлиджа 8′ - Штефэнеску 32′ - Олару 58′, 69′ | (отчёт) | Липушчек 23′ |

| Олимпик Лион               | 2:0     | Олимпиакос |
| -------------------------- | ------- | ---------- |
| - Шерки 65′ - Бенрахма 71′ | (отчёт) |            |

| Брага                  | 2:1     | Маккаби Тель-Авив |
| ---------------------- | ------- | ----------------- |
| Брума 88′ 90+5′ (пен.) | (отчёт) | Давида 30′ (пен.) |

| Тоттенхэм Хотспур                      | 3:0     | Карабах |
| -------------------------------------- | ------- | ------- |
| - Джонсон 12′ - Сарр 52′ - Соланке 68′ | (отчёт) |         |

### Второй тур
| РФШ                            | 2:2     | Галатасарай               |
| ------------------------------ | ------- | ------------------------- |
| - Икауниекс 40′ - Одишария 55′ | (отчёт) | - Мертенс 12′ - Акгюн 38′ |

| Ференцварош | 1:2     | Тоттенхэм Хотспур        |
| ----------- | ------- | ------------------------ |
| Варга 90′   | (отчёт) | - Сарр 23′ - Джонсон 86′ |

| Маккаби Тель-Авив | 0:2     | Мидтьюлланн                    |
| ----------------- | ------- | ------------------------------ |
|                   | (отчёт) | - Франкулину 39′ - Чилуфья 89′ |

| Олимпиакос                     | 3:0     | Брага |
| ------------------------------ | ------- | ----- |
| - Эль-Кааби 45′ 59′ - Эссе 53′ | (отчёт) |       |

| Карабах     | 1:2     | Мальмё          |
| ----------- | ------- | --------------- |
| Жуниньо 15′ | (отчёт) | Ботхейм 19′ 47′ |

| Реал Сосьедад | 1:2     | Андерлехт                |
| ------------- | ------- | ------------------------ |
| Марин 5′      | (отчёт) | - Васкес 28′ - Леони 39′ |

| Лацио                                                    | 4:1     | Ницца    |
| -------------------------------------------------------- | ------- | -------- |
| - Педро 20′ - Кастельянос 35′ 53′ - Дзакканьи 67′ (пен.) | (отчёт) | Бога 41′ |

| Славия Прага | 1:1     | Аякс Амстердам           |
| ------------ | ------- | ------------------------ |
| Хорый 67′    | (отчёт) | ван ден Бомен 18′ (пен.) |

| Хоффенхайм     | 2:0     | Динамо Киев |
| -------------- | ------- | ----------- |
| Гложек 22′ 60′ | (отчёт) |             |

| Атлетик Бильбао               | 2:0     | АЗ |
| ----------------------------- | ------- | -- |
| - И. Уильямс 72′ - Сансет 85′ | (отчёт) |    |

| Бешикташ      | 1:3     | Айнтрахт Франкфурт                            |
| ------------- | ------- | --------------------------------------------- |
| Масуаку 90+3′ | (отчёт) | - Мармуш 19′ (пен.) - Эбимбе 22′ - Кнауфф 82′ |

| Порту                          | 3:3     | Манчестер Юнайтед                          |
| ------------------------------ | ------- | ------------------------------------------ |
| - Пепе 27′ - Омородион 34′ 50′ | (отчёт) | - Рашфорд 7′ - Хёйлунн 20′ - Магуайр 90+1′ |

| Твенте   | 1:1     | Фенербахче |
| -------- | ------- | ---------- |
| Влап 29′ | (отчёт) | Тадич 71′  |

| Виктория Пльзень | 0:0     | Лудогорец |
| ---------------- | ------- | --------- |
|                  | (отчёт) |           |

| Эльфсборг        | 1:0     | Рома |
| ---------------- | ------- | ---- |
| Байду 44′ (пен.) | (отчёт) |      |

| ПАОК | 0:1     | ФКСБ           |
| ---- | ------- | -------------- |
|      | (отчёт) | Бырлиджа 45+8′ |

| Юнион | 0:0     | Будё-Глимт |
| ----- | ------- | ---------- |
|       | (отчёт) |            |

| Рейнджерс   | 1:4     | Олимпик Лион                          |
| ----------- | ------- | ------------------------------------- |
| Лоуренс 14′ | (отчёт) | - Фофана 10′ 55′ - Лязазетт 19′ 45+1′ |

### Третий тур
| Галатасарай                                                  | 4:3     | Эльфсборг                                      |
| ------------------------------------------------------------ | ------- | ---------------------------------------------- |
| - Икарди 28′ - Петтерсон 39′ (авт.) - Йылмаз 44′ - Акгюн 83′ | (отчёт) | - Хульт 52′ - Байду 65′ (пен.) - Ларссон 90+2′ |

| Брага       | 1:2     | Будё-Глимт                  |
| ----------- | ------- | --------------------------- |
| Ниакате 64′ | (отчёт) | - Эвьен 53′ - Нильсен 90+4′ |

| Рома              | 1:0     | Динамо Киев |
| ----------------- | ------- | ----------- |
| Довбик 23′ (пен.) | (отчёт) |             |

| Айнтрахт Франкфурт | 1:0     | РФШ |
| ------------------ | ------- | --- |
| Ларссон 79′        | (отчёт) |     |

| Мидтьюлланн | 1:0     | Юнион |
| ----------- | ------- | ----- |
| Диао 18′    | (отчёт) |       |

| Ференцварош        | 1:0     | Ницца |
| ------------------ | ------- | ----- |
| Бомбито 15′ (авт.) | (отчёт) |       |

| Маккаби Тель-Авив | 1:2     | Реал Сосьедад            |
| ----------------- | ------- | ------------------------ |
| Турджеман 81′     | (отчёт) | - Пачеко 19′ - Гомес 64′ |

| ПАОК                           | 2:2     | Виктория Пльзень        |
| ------------------------------ | ------- | ----------------------- |
| - Тиссудали 84′ - Рахман 90+3′ | (отчёт) | - Гавел 31′ - Выдра 39′ |

| Карабах | 0:3     | Аякс Амстердам                                 |
| ------- | ------- | ---------------------------------------------- |
|         | (отчёт) | - Тейлор 36′ - Вегхорст 74′ (пен.) - Акпом 77′ |

| Атлетик Бильбао | 1:0     | Славия Прага |
| --------------- | ------- | ------------ |
| Н. Уильямс 33′  | (отчёт) |              |

| Порту                         | 2:0     | Хоффенхайм |
| ----------------------------- | ------- | ---------- |
| - Джало 45+2′ - Омородион 75′ | (отчёт) |            |

| Твенте | 0:2     | Лацио                     |
| ------ | ------- | ------------------------- |
|        | (отчёт) | - Педро 35′ - Исаксен 87′ |

| Фенербахче    | 1:1     | Манчестер Юнайтед |
| ------------- | ------- | ----------------- |
| Эн-Несири 49′ | (отчёт) | Эриксен 15′       |

| Мальмё | 0:1     | Олимпиакос    |
| ------ | ------- | ------------- |
|        | (отчёт) | Эль-Кааби 30′ |

| Олимпик Лион | 0:1     | Бешикташ      |
| ------------ | ------- | ------------- |
|              | (отчёт) | Фернандеш 71′ |

| Рейнджерс                                   | 4:0     | ФКСБ |
| ------------------------------------------- | ------- | ---- |
| - Лоуренс 10′ - Черный 31′ 55′ - Игаман 71′ | (отчёт) |      |

| Андерлехт                  | 2:0     | Лудогорец |
| -------------------------- | ------- | --------- |
| - Эдози 67′ - Дрейер 90+5′ | (отчёт) |           |

| Тоттенхэм Хотспур     | 1:0     | АЗ |
| --------------------- | ------- | -- |
| Ришарлисон 53′ (пен.) | (отчёт) |    |

### Четвёртый тур
| Бешикташ                  | 2:1     | Мальмё     |
| ------------------------- | ------- | ---------- |
| - Мучи 76′ - Кылычсой 85′ | (отчёт) | Рикс 90+3′ |

| Айнтрахт Франкфурт | 1:0     | Славия Прага |
| ------------------ | ------- | ------------ |
| Мармуш 53′         | (отчёт) |              |

| Будё-Глимт | 1:2     | Карабах                    |
| ---------- | ------- | -------------------------- |
| Берг 41′   | (отчёт) | - Байрамов 22′ - Зубир 69′ |

| ФКСБ                        | 2:0     | Мидтьюлланн |
| --------------------------- | ------- | ----------- |
| - Тэнасе 16′ - Бырлиджа 46′ | (отчёт) |             |

| Галатасарай                  | 3:2     | Тоттенхэм Хотспур           |
| ---------------------------- | ------- | --------------------------- |
| - Акгюн 6′ - Осимхен 31′ 39′ | (отчёт) | - Ланкшир 18′ - Соланке 69′ |

| Эльфсборг   | 1:1     | Брага           |
| ----------- | ------- | --------------- |
| Хольтен 84′ | (отчёт) | Оума 67′ (авт.) |

| Ницца               | 2:2     | Твенте                  |
| ------------------- | ------- | ----------------------- |
| - Бога 66′ - Шо 88′ | (отчёт) | - Ротс 8′ - Ламмерс 60′ |

| Олимпиакос    | 1:1     | Рейнджерс   |
| ------------- | ------- | ----------- |
| Эль-Кааби 56′ | (отчёт) | Дессерс 64′ |

| Лудогорец  | 1:2     | Атлетик Бильбао             |
| ---------- | ------- | --------------------------- |
| Маркус 20′ | (отчёт) | - Уильямс 73′ - Серрано 74′ |

| Юнион           | 1:1     | Рома        |
| --------------- | ------- | ----------- |
| Макаллистер 77′ | (отчёт) | Манчини 62′ |

| Аякс Амстердам                                                     | 5:0     | Маккаби Тель-Авив |
| ------------------------------------------------------------------ | ------- | ----------------- |
| - Траоре 14′ - Тейлор 27′ - Годтс 39′ - Бробби 61′ - Фитц-Джим 69′ | (отчёт) |                   |

| АЗ                                | 3:1     | Фенербахче    |
| --------------------------------- | ------- | ------------- |
| - Дал 59′ - Смит 75′ - Касиус 87′ | (отчёт) | Эн-Несири 70′ |

| Динамо Киев | 0:4     | Ференцварош                                      |
| ----------- | ------- | ------------------------------------------------ |
|             | (отчёт) | - Варга 54′ 67′ - Закариассен 56′ - Салданья 76′ |

| РФШ                 | 1:1     | Андерлехт     |
| ------------------- | ------- | ------------- |
| Н'Диай 90+6′ (авт.) | (отчёт) | Струйкенс 85′ |

| Виктория Пльзень       | 2:1     | Реал Сосьедад  |
| ---------------------- | ------- | -------------- |
| - Аду 13′ - Калвах 90′ | (отчёт) | Оускарссон 35′ |

| Манчестер Юнайтед | 2:0     | ПАОК |
| ----------------- | ------- | ---- |
| Диалло 55′ 70′    | (отчёт) |      |

| Лацио                           | 2:1     | Порту        |
| ------------------------------- | ------- | ------------ |
| - Романьоли 45+2′ - Педро 90+2′ | (отчёт) | Эуштакиу 66′ |

| Хоффенхайм                    | 2:2     | Олимпик Лион                 |
| ----------------------------- | ------- | ---------------------------- |
| - Жандре 47′ - Тохумджу 90+6′ | (отчёт) | - Абнер 66′ - Ляказетт 90+3′ |

### Пятый тур
| Атлетик Бильбао                        | 3:0     | Эльфсборг |
| -------------------------------------- | ------- | --------- |
| - Бойро 6′ - Прадос 24′ - Гурусета 53′ | (отчёт) |           |

| АЗ         | 1:1     | Галатасарай           |
| ---------- | ------- | --------------------- |
| Мейнанс 2′ | (отчёт) | Копмейнерс 43′ (авт.) |

| Бешикташ  | 1:3     | Маккаби Тель-Авив                            |
| --------- | ------- | -------------------------------------------- |
| Силва 38′ | (отчёт) | - Каниховский 23′ - Перец 45+3′ - Патати 80′ |

| Динамо Киев  | 1:2     | Виктория Пльзень        |
| ------------ | ------- | ----------------------- |
| Кабаев 90+5′ | (отчёт) | - Выдра 55′ - Шульц 90′ |

| РФШ | 0:2     | ПАОК                      |
| --- | ------- | ------------------------- |
|     | (отчёт) | - Десподов 2′ - Чалов 59′ |

| Карабах          | 1:4     | Олимпик Лион                                    |
| ---------------- | ------- | ----------------------------------------------- |
| Перри 88′ (авт.) | (отчёт) | - Микаутадзе 15′ 80′ - Толиссо 63′ - Фофана 68′ |

| Андерлехт                | 2:2     | Порту                            |
| ------------------------ | ------- | -------------------------------- |
| - Дегреф 52′ - Амузу 86′ | (отчёт) | - Галено 24′ (пен.) - Виейра 83′ |

| Лацио | 0:0     | Лудогорец |
| ----- | ------- | --------- |
|       | (отчёт) |           |

| Мидтьюлланн        | 1:2     | Айнтрахт Франкфурт               |
| ------------------ | ------- | -------------------------------- |
| Коллинз 49′ (авт.) | (отчёт) | - Ларссон 7′ - Мармуш 57′ (пен.) |

| Твенте | 0:1     | Юнион       |
| ------ | ------- | ----------- |
|        | (отчёт) | Фусейни 11′ |

| Ференцварош                                  | 4:1     | Мальмё             |
| -------------------------------------------- | ------- | ------------------ |
| - Варга 8′ (пен.) 11′ - Кади 53′ - Сиссе 74′ | (отчёт) | Ботхейм 18′ (пен.) |

| ФКСБ | 0:0     | Олимпиакос |
| ---- | ------- | ---------- |
|      | (отчёт) |            |

| Манчестер Юнайтед              | 3:2     | Будё-Глимт                     |
| ------------------------------ | ------- | ------------------------------ |
| - Гарначо 1′ - Хёйлунн 45′ 50′ | (отчёт) | - Эвьен 19′ - Цинкернагель 23′ |

| Ницца       | 1:4     | Рейнджерс                                      |
| ----------- | ------- | ---------------------------------------------- |
| Буанани 83′ | (отчёт) | - Черный 35′ - Диоманде 38′ - Игаман 45+3′ 54′ |

| Реал Сосьедад               | 2:0     | Аякс Амстердам |
| --------------------------- | ------- | -------------- |
| - Барренечеа 67′ - Кубо 85′ | (отчёт) |                |

| Брага                                      | 3:0     | Хоффенхайм |
| ------------------------------------------ | ------- | ---------- |
| - Брума 2′ - Фернандеш 8′ - Карвалью 90+5′ | (отчёт) |            |

| Славия Прага | 1:2     | Фенербахче                  |
| ------------ | ------- | --------------------------- |
| Хорый 7′     | (отчёт) | - Джеко 35′ - Эн-Несири 85′ |

| Тоттенхэм Хотспур             | 2:2     | Рома                         |
| ----------------------------- | ------- | ---------------------------- |
| - Сон 5′ (пен.) - Джонсон 34′ | (отчёт) | - Ндика 20′ - Хуммельс 90+1′ |

### Шестой тур
| Фенербахче | 0:2     | Атлетик Бильбао   |
| ---------- | ------- | ----------------- |
|            | (отчёт) | И. Уильямс 5′ 45′ |

| Рома                                             | 3:0     | Брага |
| ------------------------------------------------ | ------- | ----- |
| - Пеллегрини 10′ - Абдулхамид 47′ - Эрмосо 90+1′ | (отчёт) |       |

| Виктория Пльзень | 1:2     | Манчестер Юнайтед |
| ---------------- | ------- | ----------------- |
| Выдра 48′        | (отчёт) | Хёйлунн 62′ 88′   |

| Мальмё                      | 2:2     | Галатасарай              |
| --------------------------- | ------- | ------------------------ |
| - Ботхейм 24′ - Пенья 90+2′ | (отчёт) | - Йелерт 43′ - Акгюн 56′ |

| Олимпиакос | 0:0     | Твенте |
| ---------- | ------- | ------ |
|            | (отчёт) |        |

| ПАОК                                                                        | 5:0     | Ференцварош |
| --------------------------------------------------------------------------- | ------- | ----------- |
| - Тайсон 10′ - Брандон 29′ - Чалов 76′ - Живкович 80′ (пен.) - Десподов 89′ | (отчёт) |             |

| Лудогорец             | 2:2     | АЗ                              |
| --------------------- | ------- | ------------------------------- |
| - Чочев 60′ - Дуа 63′ | (отчёт) | - ван Боммелл 13′ - Майкума 19′ |

| Юнион              | 2:1     | Ницца        |
| ------------------ | ------- | ------------ |
| Иванович 33′ 90+2′ | (отчёт) | Гессан 45+1′ |

| Хоффенхайм | 0:0     | ФКСБ |
| ---------- | ------- | ---- |
|            | (отчёт) |      |

| Аякс Амстердам | 1:3     | Лацио                                     |
| -------------- | ------- | ----------------------------------------- |
| Траоре 47′     | (отчёт) | - Чауна 12′ - Деле-Баширу 52′ - Педро 77′ |

| Порту                        | 2:0     | Мидтьюлланн |
| ---------------------------- | ------- | ----------- |
| - Лоудер 30′ - Омородион 56′ | (отчёт) |             |

| Будё-Глимт                        | 2:1     | Бешикташ      |
| --------------------------------- | ------- | ------------- |
| - Цинкернагель 37′ - Бьёртуфт 43′ | (отчёт) | Фернандеш 21′ |

| Эльфсборг  | 1:0     | Карабах |
| ---------- | ------- | ------- |
| Кассем 57′ | (отчёт) |         |

| Маккаби Тель-Авив         | 2:1     | РФШ             |
| ------------------------- | ------- | --------------- |
| - Нахмиас 16′ - Стоич 69′ | (отчёт) | Савальниекс 52′ |

| Олимпик Лион                         | 3:2     | Айнтрахт Франкфурт        |
| ------------------------------------ | ------- | ------------------------- |
| - Шерки 27′ - Фофана 50′ - Нуама 54′ | (отчёт) | - Кнауфф 18′ - Мармуш 85′ |

| Рейнджерс  | 1:1     | Тоттенхэм Хотспур |
| ---------- | ------- | ----------------- |
| Игаман 47′ | (отчёт) | Кулушевски 75′    |

| Реал Сосьедад                    | 3:0     | Динамо Киев |
| -------------------------------- | ------- | ----------- |
| - Оярсабаль 19′ 33′ - Беккер 24′ | (отчёт) |             |

| Славия Прага | 1:2     | Андерлехт                   |
| ------------ | ------- | --------------------------- |
| Хорый 58′    | (отчёт) | - Ангуло 8′ - Версхарен 31′ |

### Седьмой тур
| Галатасарай                                      | 3:3     | Динамо Киев                     |
| ------------------------------------------------ | ------- | ------------------------------- |
| - Санчес 6′ - Бардакджи 21′ - Осимхен 53′ (пен.) | (отчёт) | - Ванат 44′ - Ярмоленко 68′ 81′ |

| Бешикташ                                              | 4:1     | Атлетик Бильбао |
| ----------------------------------------------------- | ------- | --------------- |
| - Рашица 7′ 60′ - Силва 77′ - Жуан Мариу 90+2′ (пен.) | (отчёт) | Гомес 45′       |

| АЗ          | 1:0     | Рома |
| ----------- | ------- | ---- |
| Парротт 80′ | (отчёт) |      |

| Порту | 0:1     | Олимпиакос    |
| ----- | ------- | ------------- |
|       | (отчёт) | эль-Кааби 79′ |

| Виктория Пльзень    | 2:0     | Андерлехт |
| ------------------- | ------- | --------- |
| - Черв 3′ - Аду 45′ | (отчёт) |           |

| Фенербахче | 0:0     | Олимпик Лион |
| ---------- | ------- | ------------ |
|            | (отчёт) |              |

| Будё-Глимт                       | 3:1     | Маккаби Тель-Авив |
| -------------------------------- | ------- | ----------------- |
| - Хёг 39′ 65′ (пен.) - Эвьен 62′ | (отчёт) | Перец 12′         |

| Мальмё                         | 2:3     | Твенте                                                            |
| ------------------------------ | ------- | ----------------------------------------------------------------- |
| - Йонсен 32′ - Кристиансен 79′ | (отчёт) | - Стейн 28′ (пен.) - ван Волфсвинкел 61′ (пен.) - Лагербильке 64′ |

| Карабах                           | 2:3     | ФКСБ                           |
| --------------------------------- | ------- | ------------------------------ |
| - Л. Андраде 1′ - Дава 41′ (авт.) | (отчёт) | - Шут 7′ 73′ - Микулеску 45+4′ |

| Хоффенхайм             | 2:3     | Тоттенхэм Хотспур                   |
| ---------------------- | ------- | ----------------------------------- |
| - Штах 68′ - Моква 88′ | (отчёт) | - Мэддисон 3′ - Сон Хын Мин 22′ 77′ |

| Айнтрахт Франкфурт       | 2:0     | Ференцварош |
| ------------------------ | ------- | ----------- |
| - Узун 49′ - Экитике 59′ | (отчёт) |             |

| РФШ         | 1:0     | Аякс Амстердам |
| ----------- | ------- | -------------- |
| Мархиев 78′ | (отчёт) |                |

| Эльфсборг      | 1:0     | Ницца |
| -------------- | ------- | ----- |
| Хенрикссон 62′ | (отчёт) |       |

| Манчестер Юнайтед                      | 2:1     | Рейнджерс     |
| -------------------------------------- | ------- | ------------- |
| - Батленд 52′ (авт.) - Фернандеш 90+2′ | (отчёт) | - Дессерс 88′ |

| ПАОК                                  | 2:0     | Славия Прага |
| ------------------------------------- | ------- | ------------ |
| - Шваб 26′ (пен.) - Константелиас 56′ | (отчёт) |              |

| Лудогорец | 0:2     | Мидтьюлланн                 |
| --------- | ------- | --------------------------- |
|           | (отчёт) | - Осорио 18′ - Бюсков 90+5′ |

| Юнион            | 2:1     | Брага           |
| ---------------- | ------- | --------------- |
| Иванович 50′ 74′ | (отчёт) | аль-Уаззани 16′ |

| Лацио                                       | 3:1     | Реал Сосьедад    |
| ------------------------------------------- | ------- | ---------------- |
| - Хила 5′ - Дзакканьи 32′ - Кастельянос 34′ | (отчёт) | - Барренечеа 82′ |

### Восьмой тур
| Аякс Амстердам               | 2:1     | Галатасарай   |
| ---------------------------- | ------- | ------------- |
| - Траоре 23′ - Фитц-Джим 58′ | (отчёт) | Осимхен 90+4′ |

| Рома                            | 2:0     | Айнтрахт Франкфурт |
| ------------------------------- | ------- | ------------------ |
| - Анхелиньо 44′ - Шомуродов 69′ | (отчёт) |                    |

| Атлетик Бильбао                                | 3:1     | Виктория Пльзень |
| ---------------------------------------------- | ------- | ---------------- |
| - Н. Уильямс 25′ - Альварес 64′ - Мартон 90+5′ | (отчёт) | Гавел 71′        |

| Динамо Киев   | 1:0     | РФШ |
| ------------- | ------- | --- |
| Пихалёнок 76′ | (отчёт) |     |

| Мидтьюлланн             | 2:2     | Фенербахче                  |
| ----------------------- | ------- | --------------------------- |
| - Диао 27′ - Бюсков 86′ | (отчёт) | - Эн-Несири 39′ - Джеко 47′ |

| Твенте   | 1:0     | Бешикташ |
| -------- | ------- | -------- |
| Ротс 76′ | (отчёт) |          |

| Ференцварош                                         | 4:3     | АЗ                                |
| --------------------------------------------------- | ------- | --------------------------------- |
| - Бен-Ромдан 9′ 45′ - Траоре 34′ - Варга 82′ (пен.) | (отчёт) | - Мейнанс 76′ 90+5′ - Парротт 90′ |

| ФКСБ | 0:2     | Манчестер Юнайтед      |
| ---- | ------- | ---------------------- |
|      | (отчёт) | - Дало 60′ - Мейну 68′ |

| Маккаби Тель-Авив | 0:1     | Порту        |
| ----------------- | ------- | ------------ |
|                   | (отчёт) | Гонсалес 58′ |

| Ницца       | 1:1     | Будё-Глимт  |
| ----------- | ------- | ----------- |
| Буанани 74′ | (отчёт) | Бьёркан 54′ |

| Олимпиакос                        | 3:0     | Карабах |
| --------------------------------- | ------- | ------- |
| - эль-Кааби 56′ 60′ - Бьянкон 89′ | (отчёт) |         |

| Олимпик Лион | 1:1     | Лудогорец   |
| ------------ | ------- | ----------- |
| Толиссо 54′  | (отчёт) | Алмейда 77′ |

| Рейнджерс                 | 2:1     | Юнион           |
| ------------------------- | ------- | --------------- |
| - Раскин 21′ - Черный 55′ | (отчёт) | Макаллистер 83′ |

| Реал Сосьедад      | 2:0     | ПАОК |
| ------------------ | ------- | ---- |
| Оускарссон 43′ 48′ | (отчёт) |      |

| Андерлехт                                  | 3:4     | Хоффенхайм                                        |
| ------------------------------------------ | ------- | ------------------------------------------------- |
| - Васкес 18′ - Гото 79′ - Аугустинссон 88′ | (отчёт) | - Гранач 41′ - Бишоф 54′ - Моква 59′ - Гложек 65′ |

| Брага   | 1:0     | Лацио |
| ------- | ------- | ----- |
| Орта 6′ | (отчёт) |       |

| Славия Прага            | 2:2     | Мальмё                |
| ----------------------- | ------- | --------------------- |
| - Хорый 46′ - Шранц 76′ | (отчёт) | - Али 69′ - Болин 71′ |

| Тоттенхэм Хотспур                       | 3:0     | Эльфсборг |
| --------------------------------------- | ------- | --------- |
| - Скарлетт 70′ - Аджайи 84′ - Мур 90+4′ | (отчёт) |           |

## Комментарии
1. 1 2 3 4 5 6 7 8 9 10 11 12  Победитель квалификационного раунда плей-офф Лиги Европы УЕФА.

1. 1 2  Проигравший в квалификационном раунде плей-офф Лиги чемпионов УЕФА (путь лиг).

1. 1 2 3 4 5  Проигравший в квалификационном раунде плей-офф Лиги чемпионов УЕФА (путь чемпионов).

1. 1 2 3 4  Проигравший в третьем квалификационном раунде Лиги чемпионов УЕФА (путь лиг).

1. ↑  Победитель Лиги конференций предыдущего сезона.

1. ↑  Начало матча было запланировано на 21:00 (20:00 UTC+1), но впоследствии его отложили на 21:35 (20:35 UTC+1) в связи с поздним прибытием команды из-за пробок[29].
2. ↑  Из-за напряжённых отношений между Турцией и Израилем было решено провести матч без зрителей на нейтральном стадионе в Венгрии[87].